# Ramón Treviño
Ramón Treviño Cantú (San Nicolás de los Garza, Nuevo León; 31 de enero de 1841 - Monterrey, Nuevo León; 11 de abril de 1891) fue un abogado y político mexicano que fue gobernador de Nuevo León.

## Biografía
Nació en San Nicolás de los Garza, Nuevo León, el 31 de enero de 1841, hijo de Francisco Treviño y de Francisca Cantú. Obtuvo el título de abogado en la Escuela de Jurisprudencia de Nuevo León donde más tarde fue profesor.
Treviño inició su carrera política en 1867 como regidor del Ayuntamiento de Monterrey y algunos años después fue diputado local (1872).
Siendo secretario de gobierno, a mediados de 1873 el licenciado Treviño fue nombrado gobernador constitucional del Estado de Nuevo León y tomó posesión el 4 de octubre, sustituyendo en el cargo a José Eleuterio González.
Prestigioso profesionista, Ramón Treviño atendió de manera especial la modificación de numerosas leyes y en 1874 dio curso a la reforma de la Constitución Política del Estado de Nuevo León. por otra parte, durante su gobierno se estableció el Consejo de Instrucción Pública y se inició la formación del catastro.
En una ocasión se ausentó temporalmente del gobierno: el 2 de enero de 1874 salió rumbo a la Ciudad de México a tramitar el auxilio por parte de las autoridades federales para enfrentar a los indios que constantemente asolaban las poblaciones de la frontera; entre tanto, el doctor José Eleuterio González lo sustituyó hasta su regreso, dos meses después.
Más tarde, el 26 de mayo de 1875, Treviño solicitó al Congreso licencia para separarse del cargo, aduciendo la necesidad de atender su salud.
Fue al mes siguiente que se suscitó un conflicto entre el gobierno local y las autoridades militares, a raíz de los comicios para diputados. En efecto, el licenciado Francisco González Doria, gobernador interino en sustitución de Treviño, convocó a elecciones; sin embargo, el general Carlos Fuero —jefe de la brigada de la Tercera División del Ejército Nacional— se encontraba con sus soldados en Monterrey y, so pretexto de mantener el orden y la paza públicos, intervino con parcialidad en el proceso electoral. Ello motivó airados reclamos por parte del gobernador y de la Legislatura local.
Además, el levantamiento de cabecillas en distintos puntos del Estado agravó la situación a tal grado que, a mediados de septiembre de 1875, Carlos Fuero declaró la entidad en estado de sitio, cesó de sus funciones al gobernador y a las autoridades locales y asumió los mandos político y militar. Al poco tiempo estalló la rebelión de Tuxtepec y, al igual que en el resto del país, en Nuevo León volvió a recrudecerse la lucha armada.
Por su parte, ya retirado, Ramón Treviño se dedicó a sus actividades periodísticas y a sus cátedras en el colegio Civil y en la Escuela de Jurisprudencia. Murió el 11 de abril de 1891 y fue sepultado en la Catedral de Monterrey.
Fue padre del doctor Ramón E. Treviño, alcalde de Monterrey, y abuelo del general Leopoldo Treviño Garza, también alcalde de Monterrey.